# Anne Ranasinghe
Anne Ranasinghe (* 2. Oktober 1925 in Essen; † 17. Dezember 2016 in Colombo, Sri Lanka) war eine der bedeutendsten sri-lankischen Schriftstellerinnen der Gegenwart. Sie trat vor allem mit ihrer Lyrik und mit Kurzgeschichten hervor. Ihre Werke sind in englischer Sprache verfasst.

## Leben

### Herkunft und frühe Kindheit
Anne Ranasinghe wurde als Anneliese Katz in Essen in eine jüdische Familie geboren. Sie blieb das einzige Kind von Emil Katz (1892–1944) und Anna Amalie, genannt Änne, geborene Mendel (1902–1944). Anne Katz besuchte ab 1931 die jüdische Volksschule in Essen. Dort schrieb sie mit zehn Jahren ihr erstes Theaterstück, ein Purim-Spiel in zehn Bildern. Sie ging ab 1936 in die Jawne, das jüdische Gymnasium in Köln, nachdem ihr der Besuch des städtischen Gymnasiums verwehrt blieb. Hierzu fuhr sie täglich von Essen mit dem Zug, begleitet von ihren zwei Mitschülerinnen Miriam Hahn und Lotte Rosendahl. Die drei Freundinnen waren Mitglied im Jugendverband Makkabi Hazair.
Anne erlebte 1938 das Novemberpogrom, ihr Vater, ein Weltkriegsveteran, wurde im KZ Dachau inhaftiert, die elterliche Wohnung verwüstet.

### Jugend in England
Januar 1939, im Alter von 13 Jahren, wurde Anne von ihren Eltern mit einem Kindertransport zu einer Tante nach England geschickt, während ihre Eltern noch auf Ausreisepässe warteten. Ihr Vater durfte sie bis an die holländische Grenze begleiten.
In England besuchte Ranasinghe die Parkstone Girl's Grammar School in Poole, Dorset. Bei Ausbruch des Zweiten Weltkrieges wurde sie zunächst zu einem friendly feindlichen Ausländer erklärt. Sie arbeitete dann als Krankenschwester im Kriegshilfsdienst. Nach Kriegsende erfuhr sie, dass ihre Eltern und alle Verwandten durch die Nationalsozialisten ermordet worden waren. Die Eltern waren ins Ghetto Lodz deportiert und drei Jahre später in Kulmhof vergast worden.
1994 erschien in ihrem einzigen deutschsprachigen Band („Du fragst mich, warum ich Gedichte schreibe“) neben anderen Holocaust-Gedichten ein Werk, welches sich mit dem Tod der Eltern auseinandersetzt:

„Ich weiß nicht

In welcher fremden, fernen Erde

Sie Dich begraben haben;

Auch nicht welche rauhen, nördlichen Winde

Durch die Stoppeln jagen,

die trocknen, harten Stoppeln

Auf Deinem Grab. 

Und hast Du an mich gedacht

An jenem frost-blauen Dezembermorgen

Schwer von Schnee und beißend kalt,

Als Du nackt und vor Kälte zitternd

Unter dem bleifarbenen Himmel gingst

In jenem letzten Moment

Als Du wußtest, die ist das Ende

Das Ende vom Nichts

Und der Anfang vom Nichts, Hast Du an mich gedacht? 

Oh, wie ich mich an Dich erinnere, Du so sehr Geliebte,

Deine blassen Hände erhoben

In alter Weise segnend,

Deine Augen hell leuchtend

Über den Kerzen

Den Segen anstimmend

Gelobt sei der Herr.. 

Und dies ist der Schmerz,

Lähmender Schmerz und Entsetzen,

Daß es letztlich kein Martyrium war,

Sondern nur sinnlos –

Die Sinnlosigkeit des Sterbens

Das Ende vom Nichts

Und der Anfang vom Nichts.

Ich weine rote Tränen aus Blut. Von Deinem Blut.“

### Ausbildung und Umzug nach Sri Lanka
Anne ließ sich zur Krankenschwester ausbilden und schloss eine journalistische Ausbildung ab. 1949 heiratete sie den sri-lankischen Medizinprofessor Abraham Ranasinghe und ging mit ihm und ihrem ersten Sohn 1952 nach Sri Lanka, wo sie die nächsten vierzig Jahre die einzige bekannte Jüdin sein sollte. Als ihre jüngste Tochter acht Jahre alt wurde, begann Ranasinghe mit einem Studium (Journalismus) an der Colombo Polytechnic, welches sie mit Examen abschloss.

### Besuch in Essen
Im November 1983 kam Anne Ranasinghe erstmals seit ihrer Flucht für drei Tage nach Essen zurück und ermöglichte der dortigen Alten Synagoge die Edition eines Bandes lyrischer Texte englischer Sprache mit deutscher Übersetzung und biografischen Erläuterungen, verbunden mit ihrer Widmung: „Für meine Eltern, und für alle anderen Essener Juden, die von den Nazis ermordet wurden.“

### Persönliches
Das Ehepaar hatte neben drei Kindern aus erster Ehe des Mannes noch vier gemeinsame Kinder. Ihr Mann starb 1981. Anne Ranasinghe starb im Dezember 2016 im Alter von 91 Jahren in Colombo.

## Wirken

### Schriftstellerei und Rundfunk
Seit den 70er-Jahren schrieb Ranasinghe Gedichte und Prosa sowie Features und Hörspiele.
Für ihre Werke, die in sieben Sprachen übersetzt wurden, erhielt sie mehrere Literaturpreise, darunter 2007 als höchste Auszeichnung des Landes Sri Lanka den State Literary Award für ihr Lebenswerk. Eines ihrer sonst ausnahmslos von Radio Singapur in Auftrag gegebenen Hörspiele entstand im Auftrag des Rundfunks der DDR und wurde 1975 in deutscher Übersetzung ausgestrahlt.
Der Gedichtband, welchen Ranasinghe der Alten Synagoge in Essen zur Edition zur Verfügung stellte, ist in die Sammlung der Beweis- und Lernmaterialien des Holocaust-Gedenkmuseums der Vereinigten Staaten aufgenommen, und ihr darin publiziertes Gedicht Holocaust 1944 ist beispielhaft enthalten in der Anthologie Holocaust Poetry neben Werken von W. H. Auden, Paul Celan, Primo Levi, Nelly Sachs und Elie Wiesel. 1985 wurde im WDR ein 45-minütiger Dokumentarfilm von Michael Lentz über ihr Leben mit dem Titel Heimsuchung – Anne Ranasinghe’s Konfrontation mit den Deutschen (engl. Visitation) gezeigt.

### Weitere Engagements
Von 1975 bis 1990 war sie für Amnesty International South Asia mit Sitz in Colombo tätig.

## Preise und Auszeichnungen
- 2007: State Literary Award
- 2011: „The Godage National Literary Award for lifelong Contributions to Sri Lankan Literature“
- 2015: Bundesverdienstkreuz[11]

## Werke (Auswahl)
- Poems - And a Sun That Sucks The Earth to Dry, 1971
- With Words We Write Our Lives Past, Present, Future, 1972
- Plead Mercy, 1975
- Love, Sex and Parenthood 1978
- Die Frau und ihr Gott. Kurzgeschichte, in: Hermann Schröter (Hrsg.): Geschichte und Schicksal der Essener Juden : Gedenkbuch für die jüdischen Mitbürger der Stadt Essen. Stadt Essen, Essen 1980, S. 290–296
- Of charred wood midnight fear / Verbranntes Holz und Angst um Mitternacht. Poems / Gedichte. Zweisprachig; deutsche Übers. Monika Nold. Alte Synagoge Essen (Hrsg.), 1983
- Against Eternity and Darkness 1985
- Trockenzeit, in: Mein zerbrochenes Volk: Erzählungen und Gedichte aus Sri Lanka. Ortrun Froehling (Hg.) Wuppertal: Hammer, 1985 (Dialog Dritte Welt)
- At What Dark Point, 1991
- Not Even Shadows, 1991
- Desire and other Stories 1994
- You Ask Me Why I Write Poems, 1994
  - Du fragst mich, warum ich Gedichte schreibe. Übers. Jeannine Braun. Maro, Augsburg 1994
- The Letter and Other Stories, 1994
- Mascot and Symbol, 1997
- A Long Hot Day, 2005
- On the fifth Day, 2006
- Snow, 2014
- Who can guess the moment?, 2015
- Four Things, 2016